# Octobre 1873

## Événements
- Japon : débat sur le Seikanron. Un débat gouvernemental s’engage sur l’opportunité d’une invasion militaire de la Corée. Iwakura Tomoni et les membres de sa mission sont partisans d’abandonner le projet et d’accélérer la politique de modernisation. Démission des ministres interventionnistes, dont Takamori Saigō, qui vont former le creuset de la future opposition politique.

- 3 octobre, Canada : signature du Traité 3 entre la reine et les Ojibwés du nord ouest de l'Ontario et de l'est du Manitoba.

- 9 octobre : le caudillo Gabriel García Moreno voue l’Équateur au Sacré-Cœur.

- 22 octobre : système d'alliance « bismarckien » dit des « trois empereurs » entre l'Autriche-Hongrie, l'Allemagne et la Russie, qui a pour but d'isoler la France. Le prince de Roumanie se rapproche de l’Alliance des Trois Empereurs

## Naissances
- 9 octobre : Karl Schwarzschild, astrophysicien allemand.
- 14 octobre : Fernand Gregh, poète.
- 20 octobre : 
  - Nellie McClung, militante féministe († 1er septembre 1951).
  - Mākereti Papakura, guide, artiste et ethnographe néo-zélandaise († 16 avril 1930).
- 30 octobre : Francisco Madero, président du Mexique entre 1911 et 1913.

## Décès
- 1er octobre : Edwin Landseer, peintre et sculpteur britannique (° 7 mars 1802).
- 6 octobre : Paweł Edmund Strzelecki, explorateur et géologue polonais